# Gianni Dal Maso
Gianni Dal Maso (* 1954 in Vicenza) ist ein italienischer Mathematiker, der sich mit Variationsrechnung befasst.

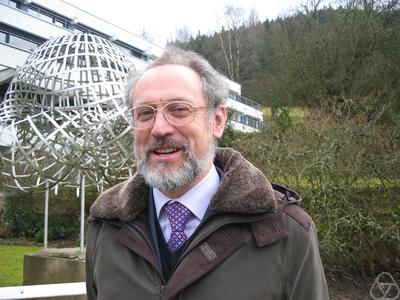
Gianni Dal Maso, Oberwolfach 2007

Dal Maso studierte Mathematik an der Universität Pisa und der Scuola Normale Superiore mit dem Laurea-Abschluss 1977 bei Ennio De Giorgi (Gamma-limits of set functions). 1982 wurde er Assistenzprofessor an der Universität Udine und ab 1985 war er an der SISSA (Scuola Internazionale Superiore di Studi Avanzati) in Triest mit einer vollen Professur seit 1987. Er ist dort seit 2010 stellvertretender Direktor.
In der Variationsrechnung befasst er sich mit Gamma-Konvergenz, Halbstetigkeits- und Relaxationsproblemen, Unstetigkeitsproblemen und Anwendungen in Mechanik (z. B. Bruchmechanik), Elastizitätstheorie und Bildrekonstruktion.
1996 erhielt er den Mathematik-Preis der Accademia dei XL, 2003 den Preis für Mathematik und Mechanik des Kultusministers von der Accademia dei Lincei, 2005 den Luigi Amerio Preis des Istituto Lombardo und 1991 den Premio Caccioppoli. Er ist korrespondierendes Mitglied des Istitutio Veneto. Er war Invited Speaker auf dem 3. Europäischen Mathematikerkongress 2000 in Barcelona. 2002 war er EMS Lecturer und 2011 erhielt er einen Advanced Grant des European Research Council.

## Schriften
- An Introduction to Gamma-Convergence, Birkhäuser 1993